# Grigoriy Kuropyatnikov (BG-50)
Le Grigoriy Kuropyatnikov (BG50) (en ukrainien : Куроп'я́тников-BG50) est un navire de patrouille frontalière du Project 1241.2 Molniya-2, corvette de classe Pauk selon la classification OTAN, un navire de la Garde maritime ukrainienne  du Service national des gardes-frontières d'Ukraine.

## Historique
Le Project 1241.2 est une série de petits navires anti-sous-marins, qui ont été construits en Union soviétique pour la marine des troupes frontalières du KGB dans les années 1980. Entre 1976 et 1987 il a été construit 29 navires projet 1241.2, 9 pour la marine soviétique et le reste pour les troupes frontalières.

## Histoire du navire
Le 20 octobre 1982 , la pose de la quille a été effectuée au chantier naval de Yaroslavl. Le navire en construction a reçu le titre honorifique de "Grigoriy Kuropyatnikov" en l'honneur du héros garde-frontière, héros de l'Union soviétique. Le 10 décembre 1983, le Grigoriy Kuropyatnikov PSKR a été inclus dans les listes des unités navales des troupes frontalières. Lancé le 18 janvier 1984, il a fait ses essais vers la mer d'Azov, puis en mer Noire.
Le 30 septembre 1984, le Grigoriy Kuropyatnikov PSKR a été enrôlé dans la Brigade des garde-frontières de Balaklava. Il est devenu le premier navire du projet 1242.2 dans la brigade. Le 4 novembre 1984, le drapeau des unités navales des troupes frontalières a été hissé sur le navire. Ce jour est considéré comme l'anniversaire du navire.
Le navire a participé à la protection de la frontière d'État, de la zone économique de l'URSS et de la pêche au large de la côte de Crimée dans la partie nord de la mer Noire.
Le 12 janvier 1992, après l'indépendance de l'Ukraine l'équipage du navire, ainsi que tout le personnel de la brigade, a prêté serment d'allégeance au peuple ukrainien et le drapeau national de l'Ukraine a été hissé sur le navire. Le 2 septembre 1994, le navire a reçu la visite du président ukrainien Leonid Koutchma. 
En 2000, le navire a été reclassé à la garde maritime ukrainienne et a reçu le numéro de BG-50. Après des réparations, qui ont duré de 2005 à 2007, le navire est de retour au service. À l'automne 2015, le navire a été réparé au chantier naval Mykolayiv Shipyard et, en décembre, est retourné à Odessa. Un nouveau système radar a été installé sur le navire, qui fonctionne conformément à la norme internationale. Le radar est équipé d'une navigation GPS et affiche également la situation de surface dans un rayon de 35 milles marins et sous l'eau dans un rayon de 2 kilomètres. Cette dernière fonction lui permet de remarquer même des objets aussi petits qu'un plongeur.
Le 6 juin 2019, le navire est allé en réparation et le 20 août 2019 le navire a été mis à l'eau.